# کانادا لی
کانادا لی (انگلیسی: Canada Lee؛ ۳ مارس ۱۹۰۷ – ۹ مهٔ ۱۹۵۲) یک هنرپیشه اهل ایالات متحده آمریکا بود. از فیلم‌های او می‌توان به قایق نجات اشاره کرد.